# Lepionurus
Lepionurus, monotipski biljni rod iz Azije, dio je porodice Opiliaceae.
C. manillana je vazdazeleni grm, obično naraste manje od 2 metara visine, ali može ponekad izrast i do 6 metara visine. Raste na visinama od razine mora pa do 1 250 metara, izuzetno do 2 000 metara, često po zimzelenoj šumi.
Cvate i daje plodove tijekom cijele godine. Korijen se koristi kao lijek protiv groznice
Rod je opisan 1826.

## Sinonimi
- Leptonium Griff.
- Lepionurus javanicus G.Don
- Lepionurus oblongifolius (Griff.) Mast.
- Leptonium oblongifolium Griff.